# Премія імені Марійки Підгірянки
Премія імені Марійки Підгірянки — літературно-мистецька премія Івано-Франківського обласного осередку Всеукраїнського товариства «Просвіта» імені Тараса Шевченка. Премію присуджують за праці в галузі літератури, філософії, фольклору, етнографії та мистецтва, за вагомий внесок до національної духовної скарбниці.

## Історія
Премія заснована Івано-Франківським обласним об'єднанням Товариства «Просвіта» у 1991 році на честь 110-річчя від дня народження класика української дитячої літератури Марійки Підгірянки. Ініціатором створення премії була вчителька-просвітянка Іриа Купновицька з Тлумача, яка підтримувала дружні зв'язки з поетесою. Перша церемонія вручення відбулася наступного 1992 року.
Ларуеату премії вручається Диплом й грошова винагорода. Крім того, починаючи з 2010 року, лауреати отримують нагрудний знак лауреата премії імені Марійки Підгірянки.
До 2006 року церемонія нагородження проходила в Івано-Франківську. 2007 року вшанування лауреатів вперше відбулося на малій батьківщині Марійки Підгірянки в Білих Ославах.

## Лауреати

### 1992
- Ігор Коваль — освітянин, краєзнавець (м. Галич).
- Мирон Вільщук — заступник директора обласного інституту післядипломної педагогічної освіти (м. Івано-Франківськ).
- Ірина Свйонтек — етнограф, лікар (м. Івано-Франківськ).
- Ольга Грицан — учениця (м. Івано-Франківськ).
- Мар'яна Павлюк — читець (м. Івано-Франківськ).
- Вокальний квартет у складі: Соломії, Ольги, Олесі та Мар'яни Сокальських (м. Івано-Франківськ).

### 1993
- Василь Левицький — краєзнавець, за популяризацію творчості Марійки Підгірянки (с. Білі Ослави Надвірнянського району).
- Василь Нагірняк — журналіст, редактор часопису «Писанка» (смт Верховина).
- Авеліна Басова — композитор (м. Івано-Франківськ), удостоєна за збірку музичних творів на слова Марійки Підгірянки «Україно, мій ти краю».
- Йорданка Роман — юна скрипачка й поетеса (м. Івано-Франківськ).
- Наталя Аннюк — школярка, автор книжечки «Віночок» (м. Івано-Франківськ).
- Олександр і Світослав Семчуки — скрипалі — віртуози (м. Івано-Франківськ).
- Хоровий колектив, керівник Петро Федун, (с. Поточище Городенківського району).

### 1994
- Емануїл Храпко — художник — графік (с. Завалля Снятинського району).
- Роман Пащин — вчитель-історик (м. Галич).
- Володимир Кіндратишин — художник (м. Івано-Франківськ).

### 1995
- Любов Василенко — завідувачка історико-краєзнавчого музею с. Цінева Рожнятівського району, за збирання і популяризацію матеріальних і духовних скарбів народу та невтомному громадсько-культурну діяльність.
- Володимир Полєк — професор Прикарпатського університету ім. В. Стефаника, за багаторічну науково-дослідницьку роботу і численні публікації в галузі літератури, науки і культури.
- Петро Арсенич — історик, краєзнавець, просвітянин (м. Івано-Франківськ).
- Василь Слезінський — вчитель-історик, дослідник творчості своєї односельчанки, поетеси М. Підгірянки, за популяризацію творів Марійки Підгірянки та громадсько-культурну діяльність (с. Завадка Калуського району).
- Володимир Карий — директор Снятинської друкарні, за видання українських книжок і часописів та громадсько-культурну діяльність.

### 1996
- Микола Лесюк — доцент Івано-Франківського педагогічного університету ім. В. Стефаника, за дослідження української філології, зокрема «Дослідів на Галичині» (м. Івано-Франківськ).
- Орест Князький — педагог, поет, композитор (с. Білоберізка Верховинського району).
- Ярослав Лазорко — бібліотекар Надвірнянської центральної районної бібліотеки, голова міського об'єднання «Просвіта», голова Надвірнянської філії Всеукраїнського благодійного культурно-наукового фонду Тараса Шевченка, за популяризацію літератури (м. Надвірна).
- Андрій Гураль — художник і поет (м. Івано-Франківськ).
- Хоровий колектив Союзу Українок «Берегиня», художній керівник Дмитро Циганков.
- Тетяна Пасічник — учениця школи № 2 (м. Івано-Франківськ).
- Іван Данилейчук — учень, учасник обласного клубу обдарованих дітей (м. Тлумач).

### 1997
- Богдан Радиш — письменник, директор Косівської центральної районної бібліотеки (м. Косів).
- Роман Дзундза — учень, учасник обласного клубу обдарованих дітей, за активну участь в концертах (м. Івано-Франківськ).
- Мирослав Попадюк — поет, завідувач відділу освіти Снятинської райдержадміністрації (м. Снятин).
- Василь Бабій — поет, гуморист, заступник голови Богородчанської райдержадміністрації (смт Богородчани).

### 1998
- Михайло Клапчук — краєзнавець, археолог, за розвиток археологічної науки на Прикарпатті. Посмертно (смт Делятин).
- Любомир Михайлів — поет, журналіст (смт Рожнятів).
- Надія Кметюк — поетеса, за поетичні збірки «Аве, Маріє», «Божі очі» (м. Коломия).
- Ігор Пелипейко — патріарх гуцульського краєзнавства (м. Косів)

### 1999
- Ірина Купновицька — вчитель, збирач творів Марійки Підгірянки (м. Тлумач).

### 2000
Премію не присуджували у зв'язку із зміною керівництва Івано-Франківського обласного Товариства української мови ім. Т. Шевченка «Просвіта».

### 2001
- Віра Багірова — дитяча письменниця й педагог (м. Івано-Франківськ).

### 2002
- Наталя Синиця і Діана Говера (мати й донька) — майстрині декоративно-ужиткового мистецтва (м. Івано-Франківськ).
- Іван Мисюк, краєзнавець, уродженець Делятина — за книгу «Гірська веселка» (м. Косів).
- Ірена Омельченко-Криницька, майстер лялькарства (м. Івано-Франківськ).

### 2003
- Ірина Яцура — вчитель, поетеса за книжечки поезій «Парашутики кульбабок», «Таємниці плаїв смерекових». Частину грошової нагороди дала на розвиток Музею Марійки Підгірянки в Білих Ославах.
- Геннадій Бурнашов — член Національної спілки письменників України, за низку творів про героїв національно-визвольних змагань українського народу.
- Народна чоловіча хорова капела «Червона калина», керівник Іван Гнатюк при обласному товаристві «Просвіта» (м. Івано-Франківськ).
- Василь Фащук — драматург, за книгу «Княжа слава».

### 2004
- Нестор Чир — член Національної спілки письменників України, за книгу «Котячий обід» (м. Надвірна).
- Любомира Гаврилів — поетеса, за книгу «Ой ніченько — чарівниченько» (м. Івано-Франківськ).
- Тріо бандуристок сім'ї Вівчаренків, за популяризацію народної музики, за концертну діяльність в Україні. (с. Угринів Тисменицького району).
- Микола Санкович — краєзнавець, за книгу «Ворохта: історія, люди, традиції»
- Первинний осередок товариства «Просвіта» (голова — Анатолій Крамар, с. Букачівці Рогатинського району).
- Первинний осередок товариства «Просвіта» (голова — Василь Гавадзин, с. Красилівка Тисменицького району).

### 2005
- Ярослав Дорошенко — член Національної Спілки письменників України, за дитячу книжечку «Веселятка» (м. Івано-Франківськ).
- Микола Васильчук — поет, журналіст, викладач української філології, за подвижницьку працю в дослідженні видавничої справи на Коломийщині та невідомих сторінок історії зі спогадами про Марійку Підгірянку (м. Коломия).
- Колектив чоловічої хорової капели «Червона калина» Центрального народного дому, керівник — Заслужений артист України В. Зварун (м. Івано-Франківськ).
- Колектив народного вокального ансамблю «Мелодія» (смт Рожнятів).
- Богдан Сушевський — викладач Івано-Франківського ПТУ № 16, за перший в Україні посібник з української мови для учнів ПТУ (м. Івано-Франківськ).
- Уляна Скальська — голова клубу української інтелігенції ім. Б. Лепкого, за видавничу діяльність (м. Івано-Франківськ).
- Василь Гук — за книгу «Церківна і Станківці» (м. Івано-Франківськ).
- Степан Бойко — за публіцистичні твори в газетах «Галичина», «Галицька просвіта» (м. Івано-Франківськ).

### 2006
- Ярослав Ярош — член Національної спілки письменників України, за поезії 2006—2007 рр. (м. Коломия).
- Василь Ганущак — член Національної спілки письменників України, за твори «Вірую» та «Скоромовки» (м. Калуш).
- Юрій Боберський — публіцист, за краєзнавчі книги «Микуличин» та «Сліди на плаях» (м. Яремче).
- Михайло Рудковський — публіцист, за книжки «На опільській пасіці», «Галицький пасічник-дослідник» (м. Івано-Франківськ).
- Лариса Дармохвал — просвітянка, за сценарії свят останніх років (м. Болехів).
- Тетяна Фіголь — просвітянка, за допомогу у створенні музею художника Михайла Фіголя в родинній садибі (м. Івано-Франківськ).

### 2007
- Ольга Слоньовська — член Національної спілки письменників України, доцент Прикарпатського університету ім. В. Стефаника, за підручник «Українська література для 7-го класу».
- Іван Драбчук — публіцист, за книги «Галич запрошує», «Як почуєш вночі» (м. Тимениця)
- Теофіл Виноградник — публіцист, за книгу «Великої правди учитель», «Дорога в зоряний світ» (м. Івано-Франківськ).
- Марія Рибчак — директор Рожнятівської централізованої бібліотечної системи, за популяризацію творчості Марійки Підгірянки (смт Рожнятів).
- Юліан Радевич — просвітянин, за книгу «Україна в серці Михайла Бажанського» (м. Снятин).
- Анна Гнатишак — поетеса й композитор, за книжечку «Різнобарви» (м. Косів).

### 2008
- Лідія Підвисоцька — автор книги «Драматичні твори»(м. Івано-Франківськ).
- Роман Фабрика — журналіст, за серію матеріалів про просвітян міста Івано-Франківська.
- Галина Слободян — голова первинного осередку с. Бортники Тлумацького району, за активну просвітянську роботу.
- Кузьма Смаль — упорядник й видавець, за книги пісенно-музичного фольклору "Ой не коси, бузьку, сіна та «Пісні Наддніпрянського краю» (м. Снятин).

### 2009
- Юлія Долінська — поетеса, за книгу для дітей «Джерело для дітей» (2009) (м. Коломия)
- М. Костів, С. Коцюбинська, І. Левицька — авторський колектив читанки «Рідний край» для 3-го, 4-го класів (м. Івано-Франківськ).
- Іван Парадовський — фотожурналіст, за фотоілюстрації до просвітницьких і краєзнавчих видань (смт Рожнятів).

### 2011
- Марія Ільків — директор ЗШС І № 7 м. Івано-Франківськ, за упорядкування книги «Софія Русова і сьогодення» (м. Івано-Франківськ).
- Володимир Ференц — голова осередку ВАТ «Арматурний завод», член Правління ОО ВУТ «Просвіта» ім. Т. Шевченка, за численні публіцистичні виступи в просвітянській пресі в 2010 році (м. Івано-Франківськ).
- Михайлина Боднар — завідувачка відділом культурно-масової роботи ОО ВУТ «Просвіта» ім. Т. Шевченка. за публіцистичні виступи в просвітянській пресі та у віснику «Дзвони просвіти» на обласному радіо в 2010 році (м. Івано-Франківськ).
- Надія Цікайло — голова первинного осередку «Просвіта» з м. Тлумач, за організацію музею ім. М. Підгірянки та популяризацію творчості Марійки Підгірянки (м. Тлумач).
- Микола Павлюк — композитор з м. Івано-Франківська, за створення 60-ти пісень на слова М. Підгірянки та випуск окремої книжки цих пісень (м. Івано-Франківськ).
- Христина Васкул — молода просвітянка з м. Коломия, за популяризацію української пісні в краї та в Україні (м. Коломия).

### 2014
- Оксана Тебешевська — заслужений вчитель України, громадська діячка, літератор, майстриня.

### 2016
- Богдан Яневич — засновник музею «Калуська в'язниця», один із засновників музею Степана Бандери у Старому Угринові (Калуш).
- о. Василь Ужитчак — член просвітянського осередку в Білих Ославах, член ради музею Марійки Підірянки.
- Галина Никируй — авторка багатьох поетичних збірок, вчитель української мови (Коломия).
- Марія Федунь — професор кафедри педагогіки та психології Івано-Франківського обласного інституту післядипломної освіти, автор екскурсій у Музей Народної шани Т. Шевченка за книгу «Тарас Шевченко і Західна Україна» (Івано-Франківськ)
- Марічка Макогон — вокалістка, лауреатка багатьох музичних конкурсів, активна учасниця просвітянських заходів у НД «Просвіта» (Старий Лисець).

### 2017
- Аделя Григорук з Косова та Іван Війтенко із села Коршів Коломийського району.
- Любов Драгомирецька з Івано-Франківська.
- Мирослава Камінська із села Колінці Тлумацького району.

### 2018
- Микола Близнюк — поет із Косівщини.
- Микола Гаєвий — поет-просвітянин із Коломийщини
- Олег Майборода — автор книг для дітей із м. Кам'янське (Дніпропетровська область).
- Леся Мельник — керівник ансамблю «Смерічка» (м. Івано-Франківськ).
- Любов Терлецька — керівник народного аматорського молодіжного хору «Осанна» (м. Івано-Франківськ), директор дяківсько-регентського університету.
- Леся Пилип'юк-Диркавець — головний редактор Всеукраїнського дитячого журналу «Дзвіночок».
- Іван Оробець — поет і краєзнавець зі Снятинщини.
- Валентина Щербюк — голова осередку «Просвіта» села Білі Ослави, член НСЖУ, заступник редактора громадської газети «Рідне село Білі Ослави».

### 2019
- Нестор Мартинець із Богородчанщини — за книжку «Українцю, у себе повір».
- Наталія Данилюк із Рожнятівщини — за книжку — «Світи Ти мусиш».
- Дарія Петречко — майстер народного мистецтва з Івано-Франківська — за серію альбомів «Вишивані скарби» (Центральна Бойківщина).
- Галина Теремко — майстер народного мистецтва України із Городенки — за «Живопис на склі».
- Євген Луців із Надвірної — за видання «Просвіта Надвірнянщини».
- Наталія Яремин — завідувач Ланчинської міської дитячої бібліотеки — за матеріал «Про зразкову дитячу бібліотеку».

### 2020
- Лідія Іваницька — директор музею-оселі родини Івана Франка у селі Підгірки Калуського району.
- Володимир Тутуруш — лікар-офтальмолог, багаторічний голова осередку «Просвіти» в Косівській центральній районній лікарні.
- Віра Василишин — голова первинного осередку товариства «Просвіта» Івано-Франківської спеціалізованої школи № 1 з поглибленим вивченням англійської мови, учитель-методист.
- Марія Пазинюк — просвітянка, майстер виробничого навчання ВХПТУ № 3 м. Івано-Франківська, членкиня благодійного фонду «Ти — ангел», народна майстриня України.
- Фольклорно-етнографічний гурт «Пшеничне перевесло» обласної організації «Жіноча громада» (керівник Володимир Соболевський), лауреат Міжнародного фестивалю імені Квітки Цісик, учасник Всеукраїнської програми «Фольк-мюзік».
- Тріо «Горицвіт» Верховинської дитячої школи мистецтв (керівник закладу — Марія Ілійчук), учасник усіх Міжнародних Гуцульських фестивалів у Верховині, Косові, Коломиї, Надвірній, Яремчі, Путилі, Вижниці та Рахові.
- Степан Григорчук — поет, член просвітянської літературної студії «Калинове ґроно».